# El somni d'una nit d'estiu
|  | Aquest article tracta sobre l'obra de Shakespeare. Vegeu-ne altres significats a «El somni d'una nit d'estiu (desambiguació)». |

El somni d'una nit d'estiu o Somni d'una nit d'estiu (en anglès original: A Midsummer Night's Dream) és una comèdia romàntica escrita per William Shakespeare cap al 1595.
Felix Mendelssohn va compondre una obertura i altres peces musicals inspirat en aquesta obra que es van utilitzar com a acompanyament al llarg del segle xix. En 1960, Benjamin Britten va compondre una òpera sobre el mateix tema amb llibret propi i del tenor Peter Pears. L'obra teatral s'ha adaptat moltes vegades al cinema.
Tot i que s'ha imposat el nom El somni d'una nit d'estiu, la traducció correcta seria Somni d'una Nit de Sant Joan, ja que Midsummer Night és el nom que es dona en anglès al 24 de juny, el solstici d'estiu, anomenat en català Nit de Sant Joan.

## Argument
L'obra té lloc en un bosc màgic, al qual fuig Hèrmia per no voler casar-se amb el promès que li ha triat el seu pare. En aquest bosc està a punt de celebrar-se el matrimoni reial de les fades, on Puck el follet vol actuar donant un filtre d'amor a una de les parelles.

## Temàtiques
L'obra explota el tema del somni i la realitat, típicament barroc, i manté el dubte sobre quines parts de l'obra són reals, com prova el darrer monòleg. És un tema tan recurrent que s'ha convertit en tòpic literari i tot. El podem veure a la filosofia de Plató, per exemple, amb el mite de la caverna o, com el seu nom indica, a "La vida és sueño" de Calderon de la Barca, una obra posterior. També en cultures tan diferents com la hindú, la mística persa, la moral budista o la tradició judeocristiana. Un altre tema és la relació entre amor i matrimoni i com el sentiment fa patir quan no és correspost (a les dues parts afectades). La dona sol tenir el paper menys agraït, ja que sovint se l'empeny cap a unes noces independentment de la seva voluntat, un assumpte recurrent a la literatura dels segles XVII a XX. La ubicació en un bosc i els personatges meravellosos recuperen l'ambient típic del conte de fades.

### Dita dels amants

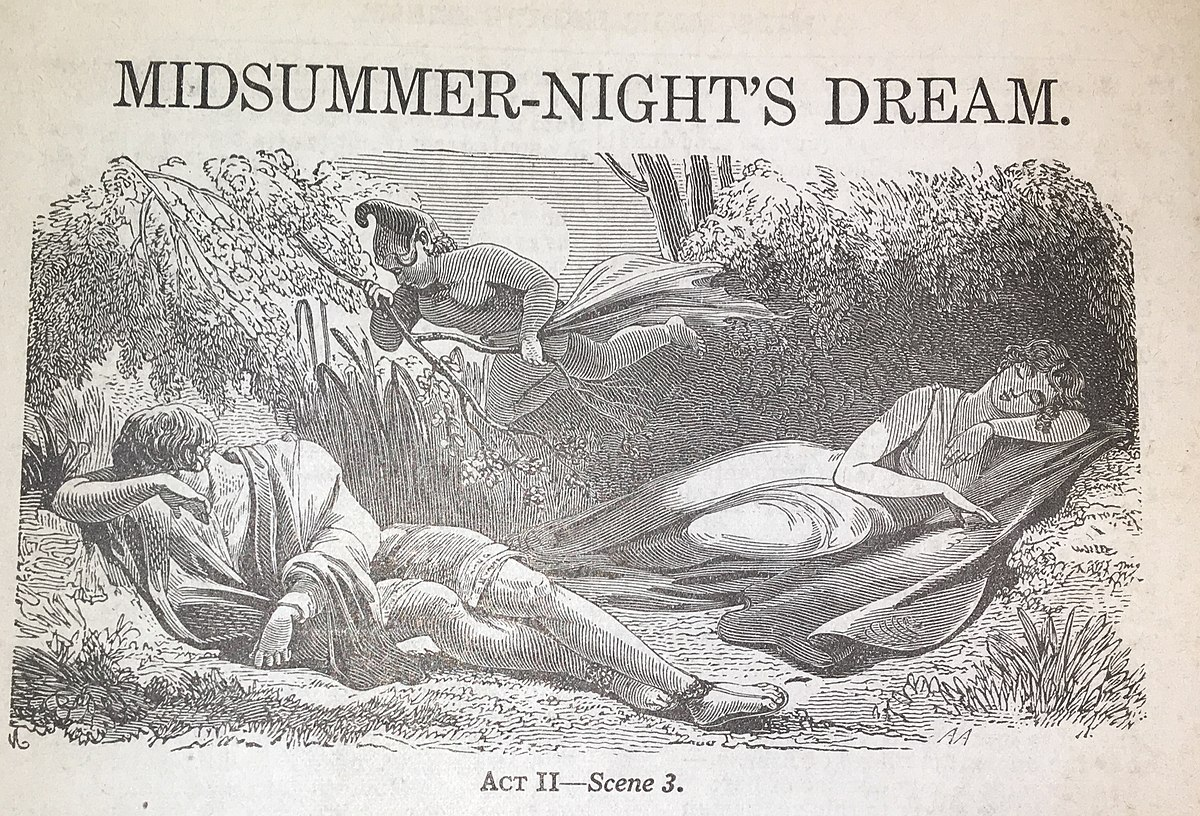
Litografia on es descriu una escena de Midsummer-Night's Dream

A l'Antiga Grècia, molt abans de la creació de les celebracions cristianes de la Festa de Sant Joan, el solstici d'estiu estava marcat per Adònia, una festa per plorar la mort d'Adonis, el devot amant mortal de la deessa Afrodita. Segons les Metamorfosis d'Ovidi, Afrodita va portar al nen orfe Adonis a l'inframon perquè el criés Persèfone. Va créixer fins a convertir-se en un bell jove, i quan Afrodita va tornar per recuperar-lo, Persèfone no va voler deixar-lo anar. Zeus va resoldre la disputa donant a Adonis un terç de l'any amb Persèfone, un terç de l'any amb Afrodita i el terç restant on ell triés. Adonis va triar passar dos terços de l'any amb la seva amant, Afrodita. Va morir dessagnat als braços de la seva amant després de ser cornejat per un porc senglar. La mitologia compta amb diverses històries que atribueixen el color de certes flors a la tinció per la sang d'Adonis o Afrodita.
La història de Venus i Adonis era ben coneguda pels isabelins i va inspirar moltes obres, inclòs el poema narratiu del propi Shakespeare, enormement popular, Venus i Adonis, escrit mentre els teatres de Londres estaven tancats a causa de la pesta. Es va publicar el 1593.
Les noces de Teseu i Hipòlita i els amants confosos i extraviats, Titania i Bottom, fins i tot l'antiga companyia d'actors, modelen diversos aspectes (i formes) de l'amor.

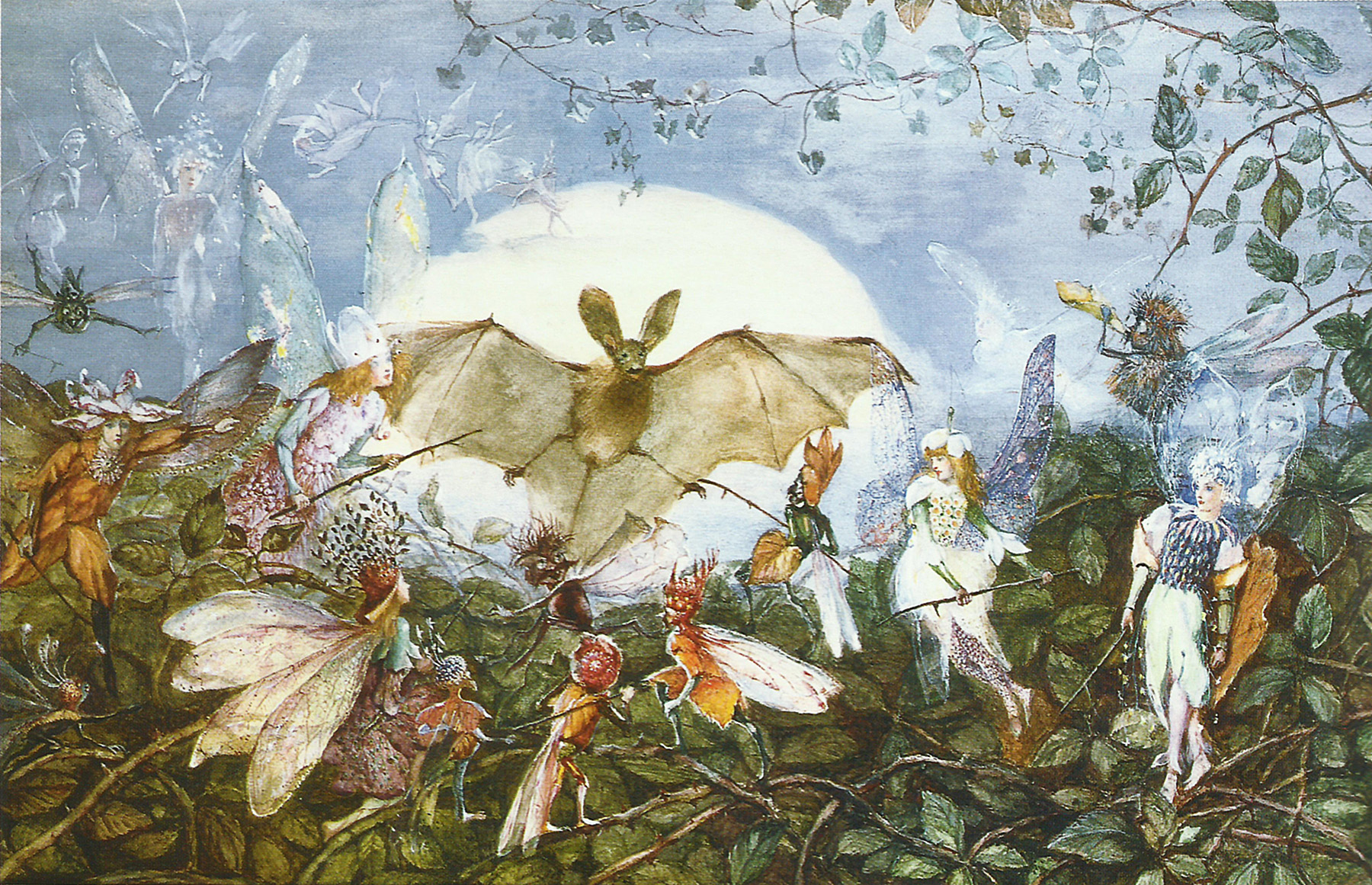
Hordes de fades atacant un ratpenat.

## Personatges
- Teseu—Duc d'Atenes
- Hipòlita—Reina de les Amazones
- Egeu—pare d'Hèrmia
- Hèrmia—filla d'Egeu, enamorada de Lisandre.
- Lisandre—enamorada d'Hèrmia
- Demetri—festeja amb Hèrmia, antic amant d'Helena
- Helena—enamorada de Demetri
- Filostrat—Mestre de cerimònies de casament
- Peter Quince—manobre
- Nick Bottom— cosidor
- Francis Flute—manxaire
- Tom Snout—llauner
- Snug— fuster
- Robin Starveling—sastre
- Oberó—Rei de les Fades
- Titània—Reina de les Fades
- Robin "Puck" Goodfellow—follet amb poders màgics
- Peaseblossom, Cobweb, Moth i Mustardseed—fades serventes de Titània
- Nen bescanviat (changeling)—adoptat per Titània, fill d'una serventa.

## Argument
L’obra consta de quatre arguments interconnectats, el punt comú dels quals és la celebració del casament del duc Teseu d’Atenes i de la reina Amazona, Hipòlita. Els arguments es desenvolupen simultàniament al bosc i al regne de les Fades, sota la llum de la lluna.
L'obra s'obre amb Hèrmia, que està enamorada de Lisandre. Hèrmia es resisteix a la demanda del seu pare Egeu de casar-se amb Demetri, amb qui ell n'ha acordat el casament. Helena, la millor amiga d'Hèrmia, sospira per Demetri, que va trencar amb ella per estar amb Hèrmia. Enutjat, Egeu invoca una antiga llei atenesa davant el duc Teseu, per la qual una filla necessita casar-se amb un pretendent escollit pel seu pare, o bé enfrontar-se a la mort. Teseu li ofereix una altra opció: la castedat de tota la vida com a assistent que venera la deessa Diana.
Peter Quince i els seus companys de joc Nick Bottom, Francis Flute, Robin Starveling, Tom Snout i Snug tenen previst muntar una obra per a les noces del Duc i la Reina, "la comèdia més lamentable i la mort més cruel de Pyramus i Thisbe". Quince llegeix els noms dels personatges i els atorga als actors. Nick Bottom, que interpreta el paper principal de Pyramus, està excessivament entusiasmat i vol dominar els altres proposant-se ell mateix per interpretar ensems els personatges de Thisbe, el Lleó i Pyramus al mateix temps. Quince insisteix que Bottom només pot fer el paper de Pyramus. Bottom també seria un tirà i recita algunes línies d'Ercles. Quince li diu a Bottom que faria el Lleó tan terriblement que prou espantaria a la duquessa i a les dames perquè el Duc i els Senyors poguessin penjar els actors. Snug comenta que necessita la part del Lleó perquè és "lent d'estudi". Quince assegura a Snug que el paper del lleó no és "res més que rugir". Llavors, Quince acaba la reunió dient als seus actors: "ens trobem al roure del Duc".
En una línia argumental paral·lela, Oberó, rei de les fades, i Titània, la seva reina, han arribat al bosc fora d’Atenes. Titània li diu a Oberó que planeja quedar-s'hi fins que no hagi assistit al casament de Teseu i Hipòlita. Oberó i Titània estan allunyats perquè Titània es nega a donar el seu fill indi bescanviat (changeling en anglès) a Oberó perquè el faci servir com a "cavaller" o "escuder", ja que la mare del nen era una de les adoradores de Titània. Oberó busca castigar la desobediència de Titània. Fa una crida a Robin "Puck" Goodfellow, el seu "follet murri i astut", per ajudar-lo a preparar un beuratge màgic derivat d'una flor anomenada "amor en ociositat", que passa de blanca a porpra quan la fletxa de Cupido la colpeja. Quan la barreja s'aplica a les parpelles d'una persona que dorm, aquesta persona, en despertar-se, s'enamora del primer ésser viu que percep. Li ordena a Puck que culli la flor amb l'esperança que podria fer enamorar Titània d'un animal del bosc i, per tant, avergonyir-la i que li cedeixi el nen indi. Puck recita, 
| « | And ere I take this charm from off her sight, As I can take it with another herb, I'll make her render up her page to me | » |

Hèrmia i Lisandre han fugit al mateix bosc amb l'esperança de fugir de Teseu. Helena, desesperada per recuperar l'amor de Demetri, li explica a Demetri el pla i ell els segueix amb l'esperança de trobar Hèrmia. Helena s'acosta contínuament cap a Demetri, prometent estimar-lo més que Hèrmia. Tot i això, la rebutja amb insults cruels. Observant això, Oberó ordena a Puck que estengui part del suc màgic de la flor sobre les parpelles del jove atenès. En lloc d'això, Puck confon a Lisandre amb Demetri, al qual no havia vist abans, i administra la poció al Lisandre dormit. Helena, que es troba amb ell, el desperta mentre intenta esbrinar si està mort o dormit. Quan succeeix això, Lisandre s'enamora immediatament d'Helena. Helena, pensant que Lisandre l'enganya, fuig amb Lisandre seguint-la. Quan Hèrmia es desperta, veu que Lisandre se n’ha anat i surt al bosc a buscar-lo. Oberó veu que Demetri segueix encara Hèrmia, que creu que Demetri ha mort Lisandre i que està enfurismat.
Quan Demetri se'n va a dormir, Oberó envia a Puck a buscar Helena mentre ell encanta els ulls de Demetri. En despertar, veu a Helena. Ara, els dos homes estan enamorats d’Helena. Tot i això, està convençuda que els seus dos pretendents es burlen d’ella, ja que cap dels dos no l'estimava originalment. Hèrmia troba a Lisandro i li pregunta per què la va deixar, però Lisandre afirma que mai no va estimar Hèrmia, només Helena. Hèrmia acusa Helena d'haver-li robat Lisandre, mentre que Helena creu que Hèrmia es va unir als dos homes per burlar-se d'ella. Hèrmia intenta atacar Helena, però els dos homes la protegeixen. Lisandre, cansat de la presència d'Hèrmia, l'insulta i li diu que marxi. Lisandre i Demetri decideixen buscar un lloc on fer un duel per demostrar l'amor per Helena més gran. Les dues dones segueixen els seus camins per separat, Helena espera arribar a Atenes i Hèrmia perseguint els homes per assegurar-se que Lisandre no es faci mal ni mori. Oberó ordena a Puck que Lisandre i Demetri no s'enfrontin i que retirin l'encant de Lisandre perquè Lisandre pugui tornar a estimar Hèrmia, mentre que Demetri continua estimant Helena sense que cap d'ells tingui cap record del que va passar, com si fos un somni.

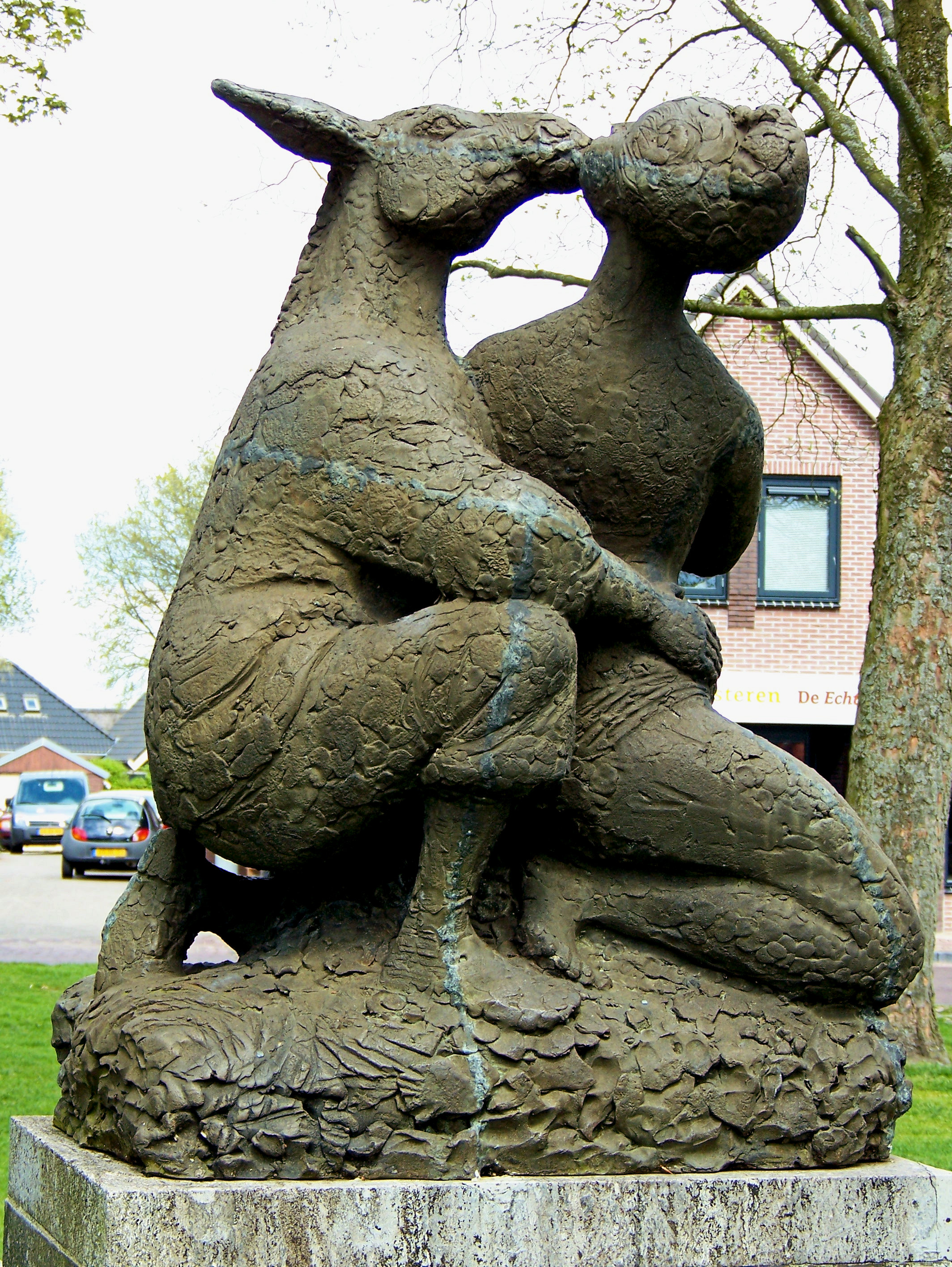
Escena d'El somni d'una nit d'estiu, en forma d'estàtues. Diever, Holanda. 1971

Mentrestant, Quince i la seva banda de sis treballadors ("manobres grollers", tal com els descriu Puck) estan disposats a representar l'obra sobre Pyramus i Thisbe per al casament de Teseu i s'aventuren al bosc, a prop de la bosquina de Titània, per fer el seu assaig. Quince lidera els actors en el seu assaig de l'obra. Bottom és vist per Puck, que transforma el seu cap en el d'un ase. Quan Titània desperta és aquest ase el primer ésser que veu i se n'enamora.
Puck distreu a Lisandre i Demetri de lluitar per l'amor d'Helena imitant les seves veus i separant-los. Finalment, els quatre es troben caient dormits per separat a una clariana. Un cop es queden adormits, Puck torna a administrar la poció amorosa a Lisandre, tornant el seu amor a Hèrmia i reclamant que tot anirà bé al matí.
Les fades desapareixen, i Teseu i Hipòlita arriben a l'escena, durant una caça al matí. Troben els amants que encara dormen a la clariana. Desperten els amants i, com que Demetri ja no estima Hèrmia, Teseu sobreposa les exigències d’Egeu i organitza un casament grupal. Els amants al principi creuen que encara somien i no recorden el que ha passat. Els amants decideixen que els esdeveniments de la nit devien ser un somni. Després de la marxa dels anteriors, Bottom es desperta i ell també decideix que haurà d'haver experimentat un somni "que ultrapassava la comprensió de l'home".
A casa de Quince, ell i el seu equip d’actors s'amoïnen perquè Bottom hagi desaparegut. Quince lamenta que Bottom sigui l’únic home que pugui assumir el paper principal de Pyramus. Bottom torna i els actors es preparen per muntar "Pyramus i Thisbe".
A Atenes, Teseu, Hipòlita i els amants veuen els sis aficionats interpretar Pyramus i Thisbe. Els intèrprets són tan terribles interpretant els seus papers que els convidats riuen com si es tractés d’una comèdia i tothom es retira al llit. Després, Oberó, Titània, Puck i altres fades entren i beneeixen la casa i els seus ocupants amb bona fortuna. Després que marxin tots els altres personatges, Puck "restaura els detalls" i suggereix que allò que ha experimentat el públic només podria ser un somni.
La versió en anglès modern diu:
| « | If we actors have offended you, just think of it this way and everything will be all right—you were asleep when you saw these visions, and this silly and pathetic story was no more real than a dream. Ladies and gentlemen, don’t get upset with me. If you forgive us, we’ll make everything all right. I’m an honest Puck, and I swear that if we’re lucky enough not to get hissed at, we’ll make it up to you soon. If not, then I’m a liar. So good night to everyone. Give me some applause, if we’re friends, and Robin will make everything up to you. | » |

| « | Si els actors us hem ofès, només cal pensar-ho d’aquesta manera i tot anirà bé; dormíeu quan vau veure aquestes visions, i aquesta història ximple i patètica no era més real que un somni. Senyores i senyors, no us molesteu amb mi. Si ens perdoneu, ho farem tot bé. Sóc un Puck honest i juro que, si tenim la sort que no ens xiuleu, aviat ho compensarem. Si no, jo sóc mentider. Així que bona nit a tothom. Doneu-me alguns aplaudiments, si som amics, i Robin ho esmenarà tot per a vosaltres | » |

## Adaptacions cinematogràfiques

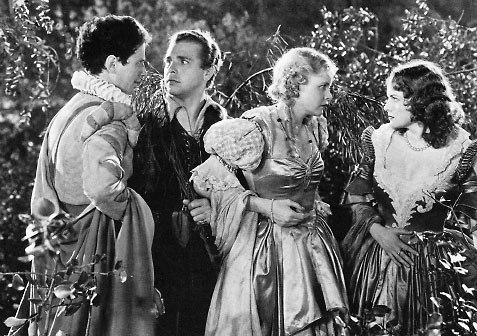
Ross Alexander, Dick Powell, Jean Muir i Olivia de Havilland a la pel·lícula de 1935

- A Midsummer Night's Dream (1935), versió dirigida per Max Reinhardt, amb pressupost de superproducció i amb Mickey Rooney, James Cagney i Olivia de Havilland entre d'altres actors.
- Somriures d'una nit d'estiu (Sommarnattens Leende, 1955), versió dirigida per Ingmar Bergman. Té certes semblances, però no es fa ús de la trama ni dels diàlegs de l'obra original.
- A Midsummer's Night Dream, 1968, versió dirigida per Peter Hall. L'elenc incloïa a Paul Rogers com a Bottom, Ian Holm com a Puck, Diana Rigg com a Helena, Helen Mirren com a Hèrmia, Ian Richardson com a Oberon, Judi Dench com a Titania i Sebastian Shaw com a Quince. Aquesta pel·lícula és protagonitzada per la Royal Shakespeare Company i està dirigida per Hall.
- A Midsummer Night's Sex Comedy (1982), versió dirigida per Woody Allen. Sense intenció de paròdia, elabora un argument sobre un cap de setmana al camp on diverses parelles veuen posades a prova les seves respectives relacions, a imatge de l'obra original.
- 1992: A Midsummer Night's Dream (Сон в летнюю ночь), coproducció entre els estudis russos Christmas Films (Кристмас Филмз), Arxivat 2013-05-31 a Wayback Machine. la televisió gal·lesa S4C i la britànica BBC que és un curtmetratge de dibuixos animats dirigit per Róbert Saakyánts (en armeni, Ռոբերտ Սահակյանց; en rus, Роберт Саакянц; 1950 - 2009).[5]
- 1996 - Versió dirigida per Adrian Noble, basada en l'adaptació realitzada per la Royal Shakespeare Company.
- A Midsummer Night's Dream, versió dirigida per Michael Hoffman, amb Kevin Kline (Bottom), Michelle Pfeiffer (Titania), Sophie Marceau (Hipòlita) i Calista Flockhart (Helena). Adaptació en què l'acció se situa a la Toscana de finals del segle xix.
- Were the World Mine, 2008), dirigida per Tom Gustafson i guanyadora de diversos premis entre la comunitat LGBT.